# Onthophagus lefiniensis
Onthophagus lefiniensis är en skalbaggsart som beskrevs av Vladimir Balthasar 1967. Onthophagus lefiniensis ingår i släktet Onthophagus och familjen bladhorningar. Inga underarter finns listade i Catalogue of Life.